# Język ǃXóõ
Język ǃXóõ (ǃXoon, taa, ngǀamani, tsasi) – język khoisan z podrodziny tuu, znany z ogromnej liczby fonemów.

## Klasyfikacja Ethnologue
Języki khoisan → języki khoisan południowoafrykańskie → grupa południowa (języki tuu) → języki hua

## Dialekty
Wyróżnia się dwie odmiany języka (wschodnią i zachodnią) i kilka jego dialektów.
† – wymarłe dialekty
- Auni (|Auni, |Auo) †
- Kakia (Masarwa)
- Ki|hazi †
- N|gamani † – był używany w Namibii
- Ng|u||en (Nu||en, |U||en, Ng|u|ei, |Nu||en, ||U||en) †
- Nusan (Ng|usan, Nu-San, Noosan) – w Botswanie
- Xatia (Katia, Kattea, Khatia, Vaalpens, |Kusi, |Eikusi)
- ǃKwi